# Doppia missione
Doppia missione è il diciassettesimo romanzo della saga di Jack Aubrey e Stephen Maturin, eroi fittizi dello scrittore inglese Patrick O'Brian. Da questi romanzi è stato tratto il film Master and Commander - Sfida ai confini del mare, con Russell Crowe.

## Trama
Sfuggita alla caccia di una fregata e di un brigantino da guerra americani di scorta ad un convoglio, la Surprise, ex fregata della Royal Navy e attualmente corsara noleggiata dalla stessa marina, è stata seriamente danneggiata, ma dopo un raddobbo, rientra in patria insieme alla Berenice, comandata da Heneage Dundas, amico di vecchia data di Jack Aubrey. Durante il viaggio, Jack vince ad Heneage alle carte una piccola goletta di costruzione americana, la Ringle. Tornato a casa, Jack è atteso da grandi soddisfazioni sul piano professionale; infatti viene nominato commodoro di prima classe e gli viene affidata una flottiglia con un incarico, strano per il tipo di naviglio a disposizione: dare la caccia alle agili navi negriere sulla costa africana con due vascelli, alcune fregate e solo poche unità leggere. Unico dubbio, le capacità operative di due dei comandanti e delle loro rispettive navi. Per contro, la suocera tanto invadente quanto resa arrogante dalla nuova relativa ricchezza ottenuta gestendo un giro di scommesse clandestine, si conferma elemento di disturbo della sua tranquillità coniugale.
Anche Stephen è atteso da varie novità, tutte negative. La moglie, sconvolta dall'apparente ritardo mentale della loro figlia Brigid, scappa dalle sue responsabilità di madre. Il personaggio che stava dietro ai traditori Leadward e Wray (vedi La nave corsara e Rotta a Oriente), finalmente identificato come il duca di Habachtstahl e parente della famiglia reale britannica, si rivela un pericoloso avversario, facendo negare la grazia a Clarissa Oakes e Padeen Colman, salvati dalla deportazione durante la sosta nel Nuovo Galles del Sud.
Finalmente la flottiglia parte, con la Ringle che li precede portando Clarissa, Padeen e Brigid in Spagna insieme all'oro di Stephen, e si riunisce al resto della squadra alle isole Berlings, vicino a Madera. Arrivati a Freetown dopo aver catturato una nave negriera che viene spettacolarmente distrutta in rada dai cannoni della squadra, inizia la caccia alle navi dei trafficanti, con notevole successo e clamore; nel frattempo Stephen trova il modo di essere contagiato dalla febbre gialla durante un'esplorazione naturalistica.
Ma in realtà la caccia ai negrieri era una missione di copertura. Il vero scopo della spedizione era quello di cogliere di sorpresa una flottiglia francese di forza simile che scortava delle navi da trasporto truppe in rotta verso l'Irlanda. Lasciata Freetown, la squadra si mette in caccia e riesce a raggiungere la squadra francese a un giorno dalla costa, e ad inseguirla dentro una baia presso la baia di Bantry.
Nonostante le ripetute esercitazioni ai cannoni e alle manovre, mentre il vascello ammiraglio, la Bellona da 74 cannoni, cattura l'ammiraglia francese facendola incagliare e riportando seri danni, l'altro vascello, la Stately da 64 cannoni e la fregata Thames, non riescono a catturare l'altro vascello francese da 74, che fugge verso il mare aperto; il motivo diventa chiaro quando appaiono due vascelli e una fregata britannici, attirati dalle cannonate, e così anche le navi da trasporto e le fregate di scorta vengono catturati. Stephen scende a terra e un suo conoscente gli dà la notizia che Diana è a poca distanza, ospite di uno zio acquisito, e contemporaneamente lo informa che le navi dovrebbero prendere il lutto per la morte di un membro della famiglia reale morto suicida: il duca di Habachtstahl.

## Edizioni
- Patrick O'Brian, Doppia missione, traduzione di Paola Merla, collana La Gaja scienza, Longanesi, 2007, ISBN 88-304-2212-6.